# Cheshire County League
The Cheshire County League var en engelsk fotbollsliga. Den grundades 1919 och fanns till 1982 då den gick ihop med Lancashire Combination och bildade North West Counties Football League.

## Historia
Cheshire County League  var en fotbollsliga grundad i nordvästra England 1919, de flesta lagen kom från Cheshire, omgivande län och norra Wales.
I början dominerades ligan av reservlag till klubbar som spelade i The Football League, när Central League bildades för de här lagen vann icke-ligaklubbar alla titlar efter 1938. 
Andra Världskriget innebar att ligan delades i en Eastern och Western division, vinnarna av divisionerna möttes i match om liga titeln 1939-40. Ligan stängde sedan ned under resten av kriget och startade igen hösten 1945.
1968 förlorade ligan flera klubbar till nybildade Northern Premier League. Man klarade den tillfälliga nedgången och 1978 hade man återhämtat sig tillräckligt för att starta en andra division, Division Two. 1982 gick man ihop med Lancashire Combination och bildade North West Counties Football League.

## Mästare

### Liga Mästare
| Säsong  | Mästare                                      |
| ------- | -------------------------------------------- |
| 1919-20 | Runcorn                                      |
| 1920-21 | Winsford United                              |
| 1921-22 | Chester                                      |
| 1922-23 | Crewe Alexandra reserves                     |
| 1923-24 | Crewe Alexandra reserves                     |
| 1924-25 | Port Vale reserves                           |
| 1925-26 | Chester                                      |
| 1926-27 | Chester                                      |
| 1927-28 | Port Vale reserves                           |
| 1928-29 | Port Vale reserves                           |
| 1929-30 | Port Vale reserves                           |
| 1930-31 | Port Vale reserves                           |
| 1931-32 | Macclesfield                                 |
| 1932-33 | Macclesfield                                 |
| 1933-34 | Wigan Athletic                               |
| 1934-35 | Wigan Athletic                               |
| 1935-36 | Wigan Athletic                               |
| 1936-37 | Runcorn                                      |
| 1937-38 | Tranmere Rovers reserves                     |
| 1938-39 | Runcorn                                      |
| 1939-40 | Runcorn                                      |
| 1940-45 | Ingen tävling på grund av Andra Världskriget |
| 1945-46 | Wellington Town                              |
| 1946-47 | Wellington Town                              |
| 1947-48 | Rhyl                                         |
| 1948-49 | Witton Albion                                |
| 1949-50 | Witton Albion                                |
| 1950-51 | Rhyl                                         |
| 1951-52 | Wellington Town                              |
| 1952-53 | Macclesfield                                 |
| 1953-54 | Witton Albion                                |
| 1954-55 | Hyde United                                  |
| 1955-56 | Hyde United                                  |
| 1956-57 | Northwich Victoria                           |
| 1957-58 | Ellemsere Port Town                          |
| 1958-59 | Ellemsere Port Town                          |
| 1959-60 | Ellemsere Port Town                          |
| 1960-61 | Macclesfield                                 |
| 1961-62 | Ellemsere Port Town                          |
| 1962-63 | Runcorn                                      |
| 1963-64 | Macclesfield                                 |
| 1964-65 | Wigan Athletic                               |
| 1965-66 | Altrincham                                   |
| 1966-67 | Altrincham                                   |
| 1967-68 | Macclesfield Town                            |
| 1968-69 | Skelmersdale United                          |
| 1969-70 | Skelmersdale United                          |
| 1970-71 | Rossendale United                            |
| 1971-72 | Rhyl                                         |
| 1972-73 | Buxton                                       |
| 1973-74 | Marine                                       |
| 1974-75 | Leek Town                                    |
| 1975-76 | Marine                                       |
| 1976-77 | Winsford United                              |
| 1977-78 | Marine                                       |
| 1978-79 | Leigh RMI                                    |
| 1979-80 | Stalybridge Celtic                           |
| 1980-81 | Northwich Victoria                           |
| 1981-82 | Hyde United                                  |

### Division 2 Mästare
| Säsong  | Mästare            |
| ------- | ------------------ |
| 1978-79 | Bootle             |
| 1979-80 | Prescot Town       |
| 1980-81 | Accrington Stanley |
| 1981-82 | Congleton Town     |